# کلسیم کلرات
کلسیم کلرات (به انگلیسی: Calcium chlorate) با فرمول شیمیایی Ca(ClO۳)۲ یک ترکیب شیمیایی با شناسه پاب‌کم ۲۴۹۷۸ است. که جرم مولی آن ۲۰۶٫۹۸ g/mol می‌باشد. شکل ظاهری این ترکیب، جامد سفید است.